# AV Idol
Un AV idol (AV女優, ídolo de Cine para adultos o conocido también como JAV) es un ídolo japonés que trabaja en la industria pornográfica a menudo como actor tanto como modelo, sus interpretaciones tienen un amplio rango, desde el ídolo en bikini haciendo sus tareas diarias a pornografía extrema. Desde los comienzos de la industria AV, a principios de los 80, cientos de ídolos debutan cada año, con una carrera promedio de un año apareciendo en 5 a 10 videos en ese tiempo, ídolos notables tienen reconocimiento público y carreras que abarcan varios años.

## La industria de AV en Japón
En Japón, la línea entre el entretenimiento para adultos y la dedicada a la familia no es tan clara como en otros países. No es difícil encontrar ejemplos de las celebridades aparecido en películas pornográficas que alguna vez ha tenido una carrera en la televisión, también no es nada raro que una AV actriz en el futuro pueda convertirse en una celebridad en televisión.
El mercado AV o Video Adulto es una de las mayores industrias en Japón reportando alrededor de 400 billones por año. En 1992 se informó que más de 11 películas AV son hechas todos los días, por más de 70 productoras solo en Tokio. Se estima que la industria AV hace aproximadamente el 30 % del video de alquiler en Japón. Fue calculado en 1994 que entre video legal e ilegal, 14000 videos AV fueron filmados en Japón, en contraste con alrededor de 2500 en los Estados Unidos.

## La actriz AV
Las artistas AV, son a menudo actrices que no pudieron encontrar trabajo en filmes rosas o niñas soapland. La estrella AV Kaoru Kuroki, se ha atribuido el aumento del "estatus" de la AV idol en el ojo crítico del público. De acuerdo con Rosemary Iwamura, "ella no apareció en los videos por falta de opciones sino por elección".
Las actrices AV, a menudo son reclutadas por cazatalentos en vecindarios de Tokio como Roppongi, Shinjuku y Shibuya. Estos cazatalentos son afiliados a agencias de talentos que contratan a las actrices para las compañías productoras de AV. Algunas mujeres que desean salir en AVs postulan en las compañías productoras, pero son remitidas a agencias de talentos generalmente. Normalmente las compañías productoras pagan alrededor de 1.5 millones de yens a una actriz para salir en un video, la actriz hace entre 200000 ¥ y 4 millones de yenes por video. Steve Scott, presidente de Third World Media, un importador de películas para adultos japonesas para los Estados Unidos, estima que una "Estrella AV" de alto nivel puede hacer alrededor de 36 millones de yenes por aparecer en ocho filmes.
Los fanes de actrices AV son invitados a seguir el progreso de sus carreras después de aparecer en varios videos. En su video debut las actrices se presentan como "new face" cara nueva, y su inexperiencia es expuesta en entrevistas que preceden el modelado y relaciones sexuales. Luego de este video de presentación en sociedad, el público AV sigue el camino de la actriz a través de su despertar sexual y su eventual especialización, después de aproximadamente cinco apariciones AV, en un género específico como lesbianismo o SM. Una vez que la actriz ha demostrado una madurez como estrella AV, tiene la opción de continuar con otros géneros más extremos, retirarse o a veces re-aparecer como un "new face" bajo un nuevo nombre.

## Tipos de AV idol
Bornoff identifica algunos estereotipos de AV idols tales como: la secretaria puritana, la virgen de a lado, la lujuriosa chica de granja, la fanática de los aeróbicos, la depredadora sexual del Onsen, y por último, pero no menos importante, la ramera arrogante puesta en su lugar por una pandilla. Él famoso director AV "Tarzan" Yagi dice una actriz AV exitosa debe ajustarse a un rol fácilmente identificable, "pudiendo ser identificada a simple vista, haciendo fácil a los telespectadores reconocer el tipo que prefieren." Yagi menciona: al tipo esbelto, la lolita, con mucho busto, etcétera.
Algunos tipos de AV idol más importantes incluyen:

### Gran Busto
Mientras que algunas de las primeras AV idols como Kyoko Nakamura y Eri Kikuchi hicieron sus carreras por sus grandes bustos, Noriyuki Adachi lanzó en 1989 el debut de Kimiko Matsuzaka en la época del "Boom de las Pechos Grandes" (巨乳ブーム - Kyonyu Boom). En los años siguientes al debut de Matsuzaka, el mundo AV no se concibió sin la presencia de un ídolo AV de busto grande, como Miki Sawaguchi, Mariko Morikawa y Anna Oura. Desde mediados de los años 90 el género de "Big Bust" (senos grandes) se convirtió en el producto principal de la industria AV.

### Madura
La mayoría de las actrices AV realiza su debut al final de la adolescencia. Sin embargo, a mediados de los 90, una tendencia por las actrices maduras se hizo evidente. Mientras que el debut en la juventud aun era la norma, esta tendencia allanó el camino para el futuro debut de estrellas AV como Aki Tomisaki en el 2000, Asuka Yūki en 2005 y Maki Tomoda en 2006, todas superando los 30 años de edad en el momento de su debut. Estas AV idols maduras se hicieron populares con la participación en títulos con el tema de incesto.

### Cosplay
Últimamente también existen las actrices AV que realizan su debut al estilo cosplay, es decir, vestidas como colegialas, secretarias, policías, enfermeras o algún personaje de Anime famoso. También se rescata aquí el fetichismo de los fanes de este tipo de AV idol, debido al gusto por ciertas prendas femeninas que usan como suelen ser medias, zapatos de tacón, blusas escotadas, minifaldas o vestidos elegantes.